# Pagosa Springs
Pagosa Springs – miasto (town), ośrodek administracyjny hrabstwa Archuleta, w południowo-zachodniej części stanu Kolorado, w Stanach Zjednoczonych, położone nad rzeką San Juan. W 2013 roku miasto liczyło 1719 mieszkańców. W roku 2023 liczba mieszkańców wzrosła do 1773 osób, a gęstość zaludnienia przekroczyła 135 osób/km².

## Krótki opis
Miejscowość, założona w 1874 roku, była początkowo ośrodkiem logistycznym dla obozów górniczych zlokalizowanych w pobliskich górach San Juan. Wcześniej obszar ten zamieszkany był przez indiańskie plemię Ute. W latach 70. XX wieku w mieście rozwinęła się turystyka.
Pagosa Springs otoczone jest przez las narodowy San Juan oraz rezerwat Indian Southern Ute. W pobliżu znajdują się źródła termalne, którym miasto zawdzięcza swą nazwę (z języka ute pagosah – „lecznicze wody”, ang. springs – „źródła”).